# Oost-Antarctische ijskap

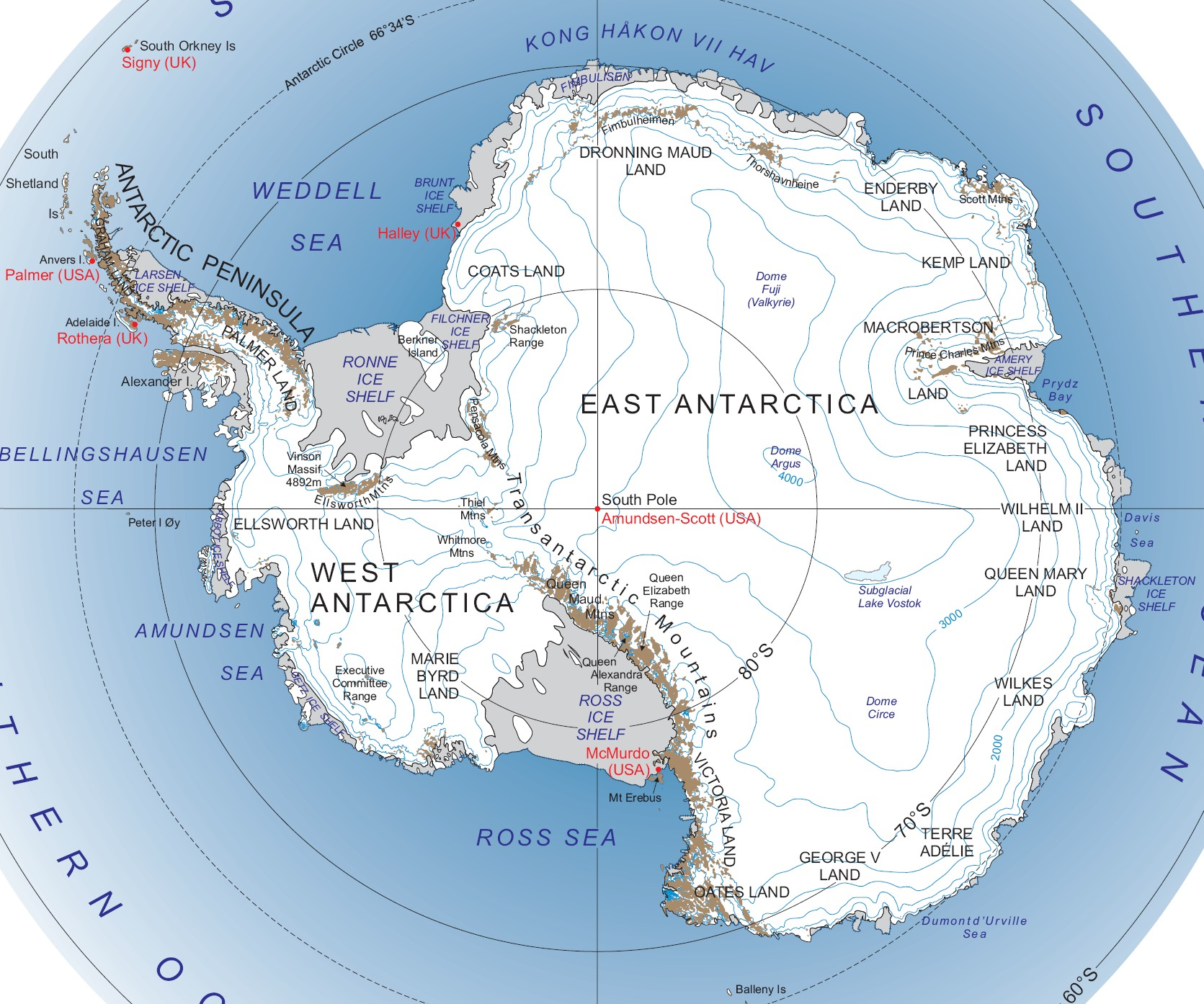
Oost-Antarctica

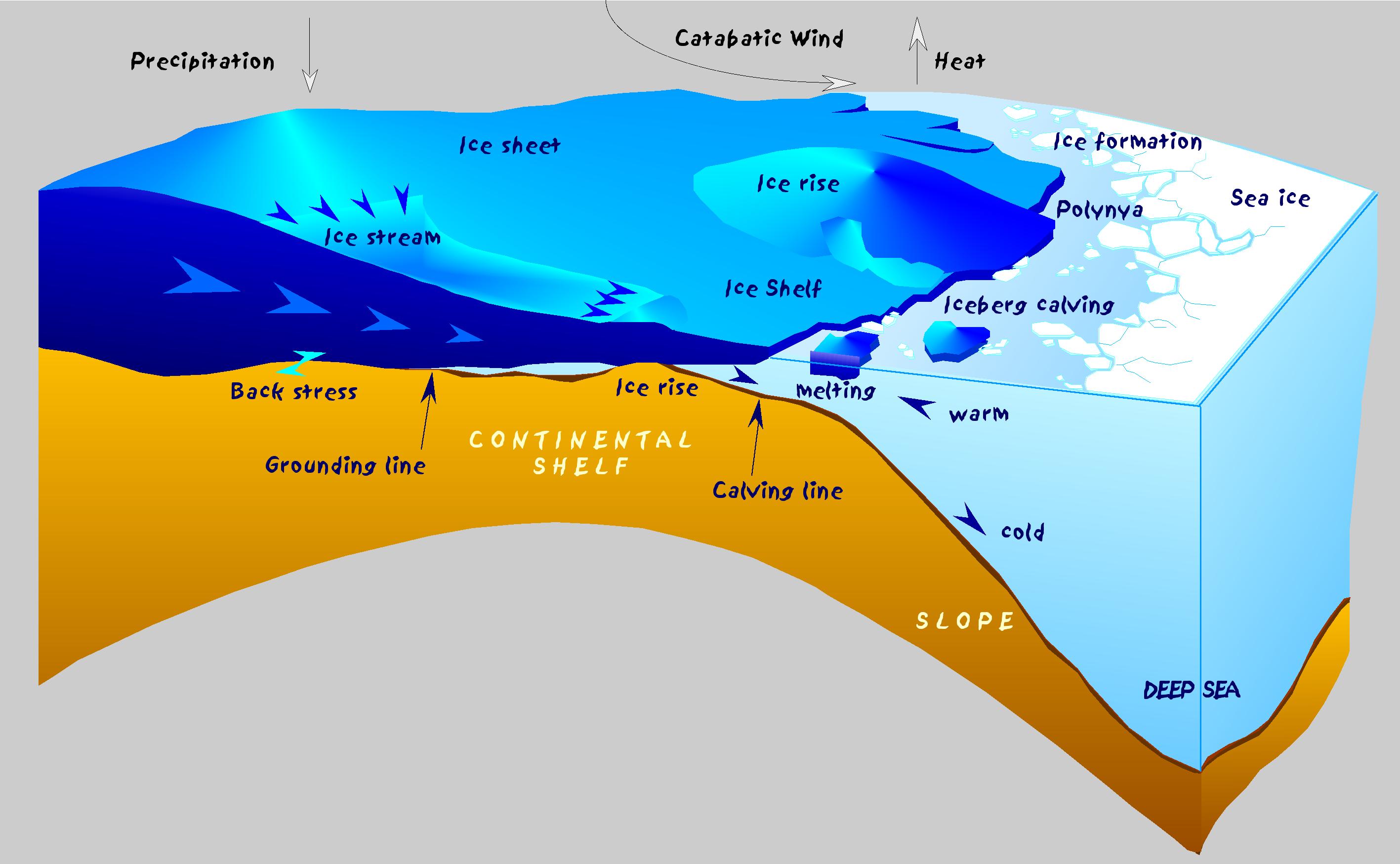
Schema van de Antarctische kust met glaciologische en oceanografische processen.

De Oost-Antarctische ijskap is het deel van de antarctische ijskap boven Oost-Antarctica, het zuidpoolgebied ten oosten van het Transantarctisch Gebergte. De ijskap ligt tussen de 45e graad westerlengte en de 168e graad oosterlengte. Het is de droogste, winderigste en koudste plek op Aarde, met temperaturen die kunnen zakken tot bijna -100°C.
De Oost-Antarctische ijskap is de grootste en dikste ter wereld, met een dikte van gemiddeld meer dan 2000m, en maxima tot bijna 5000m. De kap omvat de geografische zuidpool en het Zuidpoolstation Amundsen-Scott. 

## Klimaatverandering
Als gevolg van de opwarming van de Aarde volgen wetenschappers met bezorgdheid de opwarming van Antarctica. De Oost-Antarctische ijskap alleen al bevat immers voldoende water om de zeespiegel wereldwijd met bijna 60m te doen stijgen. Maar in tegenstelling tot de veel kleinere en meer kwetsbare West-Antarctische ijskap werd het oosten tot begin 21e eeuw beschouwd als een stabiele ijsmassa. De waarnemingen, met behulp van het GRACE-satellietsysteem, en verwerkt in complexe modellen, leverden tot 2018 geen eenduidige resultaten op. De verschillen hebben mogelijk te maken met de gebruikte technieken voor isostatische aanpassingen, of met de gebruikte methodes (“weging” van ijsmassa’s, vergelijking van satellietbeelden,…), en leidden tot uiteenlopende conclusies:
- een onderzoek uit 2006 wees op ijsverlies,[6]

- een studie uit 2012 vond een aangroei van de ijskap.[5]

- in 2018 nog oordeelden wetenschappers dat Oost-Antarctica van 1992 tot 2017 mogelijk in ijsmassa was toegenomen.[7]

Hoe dan ook is de twijfel aan de “onaantastbare” stabiliteit van het ijs op Oost-Antarctica gestegen. Verschillende onderzoeken verwijzen naar opwarming en ijsverlies:  
- het continent als geheel warmt op, gemeten over de laatste decennia. Dit is het gevolg van tegenstrijdige invloeden: de opwarming van West-Antarctica wordt deels gecompenseerd door afkoeling in het binnenland, mogelijk veroorzaakt door wijzigingen in de windpatronen.[9]

- een onderzoek uit 2018, uitgevoerd met metingen uit het GRACE-programma, komt tot het besluit dat 2 belangrijke gletsjers in Oost-Antarctica (Tottengletsjer en Moscow University-gletsjer in Wilkesland) tussen 2002 en 2018 een aanzienlijk volume aan ijs hebben verloren[3][10]

- een in 2019 gepubliceerd onderzoek raamt de bijdrage van Oost-Antarctica (Wilkesland) in het totale ijsverlies van het zuidpoolgebied op niet minder dan 30%[11][12]